# Affleck House
Pour les articles homonymes, voir Affleck et House.
Affleck House ou Gregor et Elizabeth Affleck House est une villa de style moderne-usonia-organique-Prairie School, construite en 1941 par l'architecte américain Frank Lloyd Wright (1867-1959), à Bloomfield Hills dans la banlieue nord-ouest de Détroit dans le Michigan aux États-Unis. Elle est inscrite au Registre national des lieux historiques depuis 1985.

## Historique
Gregor Affleck passe une grande partie de sa jeunesse près de la célèbre résidence-cabinet d'architecte Taliesin East de Spring Green, dans le Wisconsin de Frank Lloyd Wright. Grand amateur de sa célèbre Maison sur la cascade de Pennsylvanie, il fait appel à ce dernier, avec son épouse Elizabeth, pour se faire construire cette maison usonia en 1940, sur un terrain en pente boisé de 8 000 m2.

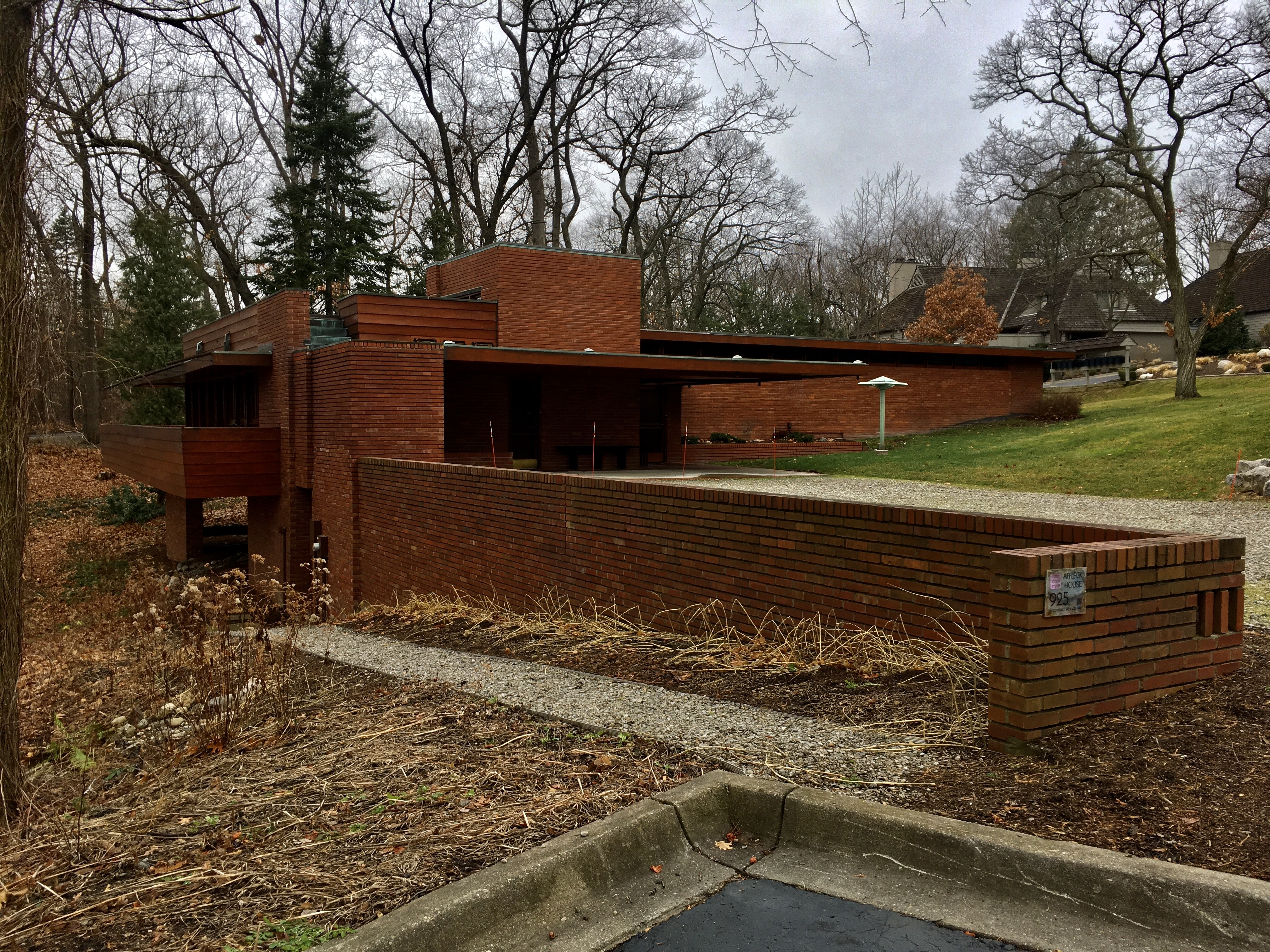
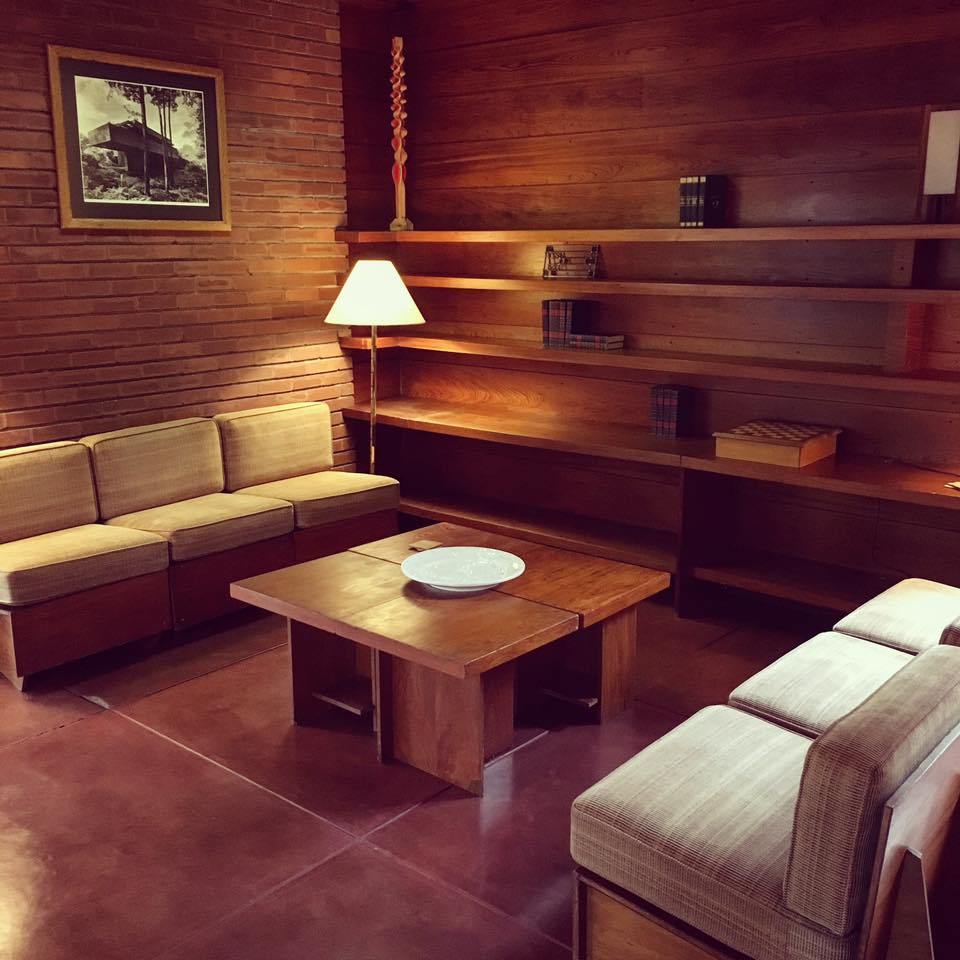

La demeure multi-niveau de 210 m2 est construite en brique et panneaux sandwich de bois de cyprès, avec salon, salle à manger et cuisine en espace ouvert, 3 chambres, et nombreux meubles intégrés de Wright,,,.   
Les Affleck ont ensuite demandé à Wright de leur concevoir un second projet de maison (jamais réalisé) sur le terrain voisin, sous le nom de Gregor Affleck House II (ou Pergola House).
Les Affleck ont vécu dans cette demeure jusqu’à leur disparition, avant que les héritiers ne la cède en 1978 à la section architecture & design de l'Université technologique Lawrence, qui s'est engagée depuis à la restaurer d'origine, à la préserver, et à l'ouvrir occasionnellement à la visite public,,. 